# Zatyki (powiat olecki)
Zatyki (niem. Sattycken, 1938–1945 Satticken) – wieś w Polsce położona w województwie warmińsko-mazurskim, w powiecie oleckim, w gminie Olecko. Stanowią samodzielne sołectwo.
W latach 1975–1998 miejscowość należała administracyjnie do województwa suwalskiego.

Wieś lokowana w roku 1551, przez starostę Krzysztofa Glaubitza, który sprzedał Szymonowi Krzymkowi ze Świder 4 włóki sołeckie i polecił mu zasiedlenie 40 włók chłopami czynszowymi na prawie chełmińskim. W 1600 roku mieszkali w Zatykach, nazywanych też Krzymkiem (od nazwiska zasadźcy), sami Polacy. W latach międzywojennych we wsi była mleczarnia, ochotnicza straż pożarna, mieszkało kilku rzemieślników. Była też dwuklasowa szkoła, założona w drugiej połowie XVIII wieku. Zatyki liczyły w tym czasie około 460 mieszkańców.
W 1938 roku władze hitlerowskie nadały wsi urzędową nazwę niemiecką Satticken. Wcześniej nazywana była także Sattycken.
Bibliografia:
- OLECKO Czasy, ludzie, zdarzenia Tekst: Ryszard Demby, wyd. 2000